# Kanton Bourbon-l’Archambault
Der Kanton Bourbon-l’Archambault ist ein französischer Wahlkreis im Département Allier in der Region Auvergne-Rhône-Alpes. Er umfasst 28 Gemeinden in den Arrondissements Montluçon und Moulins, sein bureau centralisateur ist in Bourbon-l’Archambault.

## Gemeinden
Der Kanton besteht aus 28 Gemeinden mit insgesamt 16.641 Einwohnern (Stand: 1. Januar 2022) auf einer Gesamtfläche von 956,97 km²:
| Gemeinde                     | Einwohner 1. Januar 2022 | Fläche km² | Dichte Einw./km² | Code INSEE | Postleitzahl | Arrondissement |
| ---------------------------- | ------------------------ | ---------- | ---------------- | ---------- | ------------ | -------------- |
| Ainay-le-Château             | 987                      | 24,07      | 41               | 03003      | 03360        | Montluçon      |
| Bourbon-l’Archambault        | 2.542                    | 54,84      | 46               | 03036      | 03160        | Moulins        |
| Braize                       | 259                      | 20,95      | 12               | 03037      | 03360        | Montluçon      |
| Buxières-les-Mines           | 1.001                    | 46,95      | 21               | 03046      | 03440        | Moulins        |
| Cérilly                      | 1.312                    | 70,55      | 19               | 03048      | 03350        | Montluçon      |
| Château-sur-Allier           | 163                      | 27,75      | 6                | 03064      | 03320        | Moulins        |
| Couleuvre                    | 592                      | 53,83      | 11               | 03087      | 03320        | Montluçon      |
| Couzon                       | 321                      | 19,85      | 16               | 03090      | 03160        | Moulins        |
| Franchesse                   | 465                      | 40,24      | 12               | 03117      | 03160        | Moulins        |
| Isle-et-Bardais              | 278                      | 44,65      | 6                | 03130      | 03360        | Montluçon      |
| Lételon                      | 91                       | 6,37       | 14               | 03143      | 03360        | Montluçon      |
| Le Veurdre                   | 476                      | 21,16      | 22               | 03309      | 03320        | Moulins        |
| Le Vilhain                   | 269                      | 26,37      | 10               | 03313      | 03350        | Montluçon      |
| Limoise                      | 176                      | 12,56      | 14               | 03146      | 03320        | Moulins        |
| Lurcy-Lévis                  | 1.852                    | 71,42      | 26               | 03155      | 03320        | Moulins        |
| Meaulne-Vitray               | 907                      | 50,10      | 18               | 03168      | 03360        | Montluçon      |
| Neure                        | 201                      | 11,97      | 17               | 03198      | 03320        | Moulins        |
| Pouzy-Mésangy                | 383                      | 35,04      | 11               | 03210      | 03320        | Moulins        |
| Saint-Aubin-le-Monial        | 266                      | 21,63      | 12               | 03218      | 03160        | Moulins        |
| Saint-Bonnet-Tronçais        | 739                      | 27,98      | 26               | 03221      | 03360        | Montluçon      |
| Saint-Hilaire                | 508                      | 20,64      | 25               | 03238      | 03440        | Moulins        |
| Saint-Léopardin-d’Augy       | 364                      | 39,59      | 9                | 03241      | 03160        | Moulins        |
| Saint-Plaisir                | 423                      | 52,54      | 8                | 03251      | 03160        | Moulins        |
| Theneuille                   | 340                      | 39,73      | 9                | 03282      | 03350        | Montluçon      |
| Urçay                        | 296                      | 12,49      | 24               | 03293      | 03360        | Montluçon      |
| Valigny                      | 376                      | 21,18      | 18               | 03296      | 03360        | Montluçon      |
| Vieure                       | 276                      | 29,81      | 9                | 03312      | 03430        | Moulins        |
| Ygrande                      | 778                      | 52,71      | 15               | 03320      | 03160        | Moulins        |
| Kanton Bourbon-l’Archambault | 16.641                   | 956,97     | 17               | 0302       | –            | –              |

## Veränderungen im Gemeindebestand seit 2015
2017: Fusion Meaulne und Vitray → Meaulne-Vitray

## Geschichte
Der Kanton Bourbon-l’Archambault entstand am 4. März 1790 im Zuge der Einrichtung der Départements als Teil des damaligen District de Cérilly. Mit der Gründung der Arrondissements am 17. Februar 1800 wurde der Kanton im Zuschnitt noch einmal verändert und dem neuen Arrondissement Moulins zugeordnet. Die landesweite Neuordnung der französischen Kantone brachte 2015 eine erhebliche Erweiterung von acht auf 29 Gemeinden. Die acht Gemeinden vor der Neuordnung waren Bourbon-l’Archambault, Buxières-les-Mines, Franchesse, Saint-Aubin-le-Monial, Saint-Hilaire, Saint-Plaisir, Vieure und Ygrande. Der alte Kanton umfasste eine Fläche von 319,36 km2 und besaß vor 2015 den INSEE-Code 0301.

### Einwohnerentwicklung
| Jahr | Einwohner |
| ---- | --------- |
| 1962 | 7625      |
| 1968 | 8401      |
| 1975 | 7317      |
| 1982 | 7092      |
| 1990 | 6769      |
| 1999 | 6532      |
| 2006 | 6419      |
| 2011 | 6295      |

## Politik
| Amtszeit  | Namen                                | Partei |
| --------- | ------------------------------------ | ------ |
| 2003–2015 | Gilles Mazuel                        | PCF    |
| 2015–     | Gérard Deriot Corinne Trebosc-Coupas | –      |